# هيروديا
هيروديا أو هيرودياس (باليونانية: Ἡρῳδιάς ، Hērǭdiás ؛ حوالي 15 ق.م - بعد 39 م)، أميرة من سلالة هيروديان اليهودية في زمن الإمبراطورية الرومانية. تربطها الكتابات المسيحية بإعدام يوحنا المعمدان.
هي ابنة أرسطوبولس، وحفيدة هيرودس الكبير. وأخت هيرودس أغريباس الأول. تزوجت هيرودس ابن هيرودس الكبير ومريمنة، ويسمى في الأناجيل فيلبس (إنجيل متى 14:3 وإنجيل مرقس 6: 17). ولكنها طلقته وتزوجت أخاه. فأخذ يوحنا المعمدان يوبخها ويندد بعملها إلى أن حرضت إبنتها سالومي على طلب رأسه من زوجها ، فقتله زوجها (إنجيل متى 14: 3- 10). وبقيت هيروديا مع زوجها هيرودس أنتيباس حتى بعد أن نفي إلى ليون وسكنت معه هناك. 
وكان يوحنا المعمدان مسموع الكلمة نافذ الرأي في زمانه، فأثر ذلك على هيروديا التي حقدت وأضمرت الكره والعداءة إليه . وبدأت تخطط للخلاص منه، فتزينت وتجملت وبرزت أمام عمها وعشيقها هيرودس الذي كان مهووسا بحسنها فبكت بشدة وأوهمت الملك بأن هنالك من يتطاول عليه وهو النبي يوحنا المعمدان فملأت صدره وأوغلت الأحقاد فيه حتى تأكدت من أن هيرودس سينتقم من يوحنا المعمدان.
فسألها عما بدا لها في نفسها فقالت بأنها تريد رأس يوحنا المعمدان في طشت من ذهب. ولم يكن هيرودس قادرا على رفض طلبها بالرغم من احترامه الشديد ليوحنا المعمدان وخوفه منه، ولكن بعد أن واعدها به وأقسم لها بأنه سينفذ كل ما تأمر به. فقام هيرودس بأمر حجابه بقطع رأس يوحنا المعمدان وقدموه له ولهيروديا في طشت من ذهب.

## خبر هيروديا في أحاديث الشيعة
((جاء في قصص الراوندي))
في عقيدة الشيعة، أنه عن جعفر الصادق قال: إن ملكا كان على عهد يوحنا المعمدان عليهما السلام، لم يكفه ما كان عليه من الطروقة، حتى تناول امرأة بغيّا، فكانت تأتيه حتى أسنت! فلما أسنت هيأت ابنتها ثم قالت لها: إني أريد أن آتي بك الملك، فإذا واقعك فيسأل ما حاجتك، فقولي: حاجتي أن تقتل يوحنا المعمدان. فلما واقعها! سألها عن حاجتها فقالت: قتل يوحنا المعمدان.
فبعث إلى يوحنا المعمدان فجاؤوا به، فدعا بطشت فذبحه فيها، وصبوه على الأرض، فيرتفع الدم ويعلو، فأقبل الناس يطرحون عليه التراب، فيعلو عليه الدم حتى صار تلا عظيما، ومضى ذلك القرن.
فلما كان من أمر بخت نصر (بختنصر أو نبوخذ نصر) ما كان رأى ذلك الدم فسأل عنه فلم يجد أحدا يعرفه حتى دل على شيخ كبير فسأله فقال: أخبرني أبي عن جدي أنه كان من قصة يوحنا المعمدان عليهما السلام كذا وكذا، وقص عليه القصة والدم دمه، فقال بخت نصر: لا جرم لأقتلن عليه حتى يسكن، فقتل عليه سبعين ألفا. فلما وفي عليه سكن الدم، وهذه رواية ضعيفة ليس لها أساس من الصحة.
فكانت البغي هي هيروديا وكان الملك هو هيرودس
وفي خبر آخر: إن عيسى ابن مريم بعث يوحنا المعمدان عليهما السلام في اثني عشر من الحواريين يعلمون الناس وينهوهم عن زواج ابنة الأخت، قال وكان لملكهم ابنة أخت تعجبه! وكان يريد أن يتزوجها
فلما بلغ أمها أن يوحنا المعمداننهى عن مثل هذا الزواج، أدخلت ابنتها على الملك مزينة فلما رآها سألها عن حاجتها قالت: حاجتي أن تذبح يوحنا المعمدان. فقال: سليني غير هذا، فقالت: لا اسألك غير هذا. فلما أبت دعا بطشت ودعا يوحنا المعمدانفذبحه! فبدرت قطرة من دمه فوقعت على الأرض، فلم تزل تعلو، حتى بعث الله بخت نصر عليهم، فقتل منهم سبعين ألفا حتى سكن، وهذه الرواية لا يعلم لها أساس من الصحة.
المصدر: قصص الأنبياء للسيد نعمة الله الجزائري - كمال الدين ص:158.

## هيروديا في إنجيل المسيحية
هيروديا في إنجيل مرقس/ الإصحاح السادس
14 فسمع هيرودس الملك، لأن اسمه صار مشهورا. وقال: إن يوحنا المعمدان قام من الأموات ولذلك تعمل به القوات
15 قال آخرون: إنه إيليا. وقال آخرون: إنه نبي أو كأحد الأنبياء
16 ولكن لما سمع هيرودس قال: هذا هو يوحنا المعمدان الذي قطعت أنا رأسه. إنه قام من الأموات
17 لأن هيرودس نفسه كان قد أرسل وأمسك يوحنا المعمدان وأوثقه في السجن من أجل هيروديا امرأة فيلبس أخيه، إذ كان قد تزوج بها
18 لأن يوحنا المعمدان كان يقول لهيرودس: لا يحل أن تكون لك امرأة أخيك
19 فحنقت هيروديا عليه، وأرادت أن تقتله ولم تقدر
20 لأن هيرودس كان يهاب يوحنا المعمدان عالما أنه رجل بار وقديس، وكان يحفظه. وإذ سمعه، فعل كثيرا، وسمعه بسرور
21 وإذ كان يوم موافق، لما صنع هيرودس في مولده عشاء لعظمائه وقواد الألوف ووجوه الجليل
22 دخلت ابنة هيروديا ورقصت، فسرت هيرودس والمتكئين معه. فقال الملك للصبية: مهما أردت اطلبي مني فأعطيك
23 وأقسم لها أن مهما طلبت مني لأعطينك حتى نصف مملكتي
24 فخرجت وقالت لأمها: ماذا أطلب؟ فقالت: رأس يوحنا المعمدان
25 فدخلت للوقت بسرعة إلى الملك وطلبت قائلة: أريد أن تعطيني حالا رأس يوحنا المعمدان على طبق
26 فحزن الملك جدا. ولأجل الأقسام والمتكئين لم يرد أن يردها
27 فللوقت أرسل الملك سيافا وأمر أن يؤتى برأسه
28 فمضى وقطع رأسه في السجن. وأتى برأسه على طبق وأعطاه للصبية، والصبية أعطته لأمها
29 ولما سمع تلاميذه، جاءوا ورفعوا جثته ووضعوها في قبر
المصدر إنجيل مرقس الكائن في ويكي مصدر : إنجيل مرقس
هيروديا في إنجيل لوقا/ الإصحاح الثالث
جاء ذكر هيروديا في الإصحاح الثالث من إنجيل لوقا 
```
((اما هيرودس رئيس الربع فاذ توبخ منه لسبب هيروديا إمراة فيلبس اخيه ولسبب جميع الشرور التي كان هيرودس يفعلها))
```

المصدر إنجيل لوقا الكائن في ويكي مصدر : إنجيل لوقا
هيروديا في إنجيل متى/ الإصحاح الرابع عشر
1 في ذلك الوقت سمع هيرودس رئيس الربع خبر يسوع
2 فقال لغلمانه هذا هو يوحنا المعمدان قد قام من الاموات ولذلك تعمل به القوات
3 فان هيرودس كان قد امسك يوحنا المعمدان واوثقه وطرحه في سجن من اجل هيروديا إمراة فيلبس اخيه
4 لان يوحنا المعمدان كان يقول له لا يحل ان تكون لك
5 ولما اراد ان يقتله خاف من الشعب لانه كان عندهم مثل نبي
6 ثم لما صار مولد هيرودس رقصت ابنة هيروديا في الوسط فسرت هيرودس
7 من ثم وعد بقسم انه مهما طلبت يعطيها
8 فهي إذ كانت قد تلقنت من امها قالت اعطيني ههنا على طبق راس يوحنا المعمدان
9 فاغتم الملك ولكن من اجل الاقسام والمتكئين معه امر ان يعطى
10 فارسل وقطع راس يوحنا المعمدان في السجن
11 فاحضر راسه على طبق ودفع إلى الصبية فجاءت به إلى امها
12 فتقدم تلاميذه ورفعوا الجسد ودفنوه ثم اتوا واخبروا يسوع
المصدر: إنجيل متى الكائن في ويكي مصدر: إنجيل متى